# Onymacris bicolor
Onymacris bicolor (Haag-Rutenberg, 1875) è un coleottero della famiglia Tenebrionidae.

## Descrizione
Peculiarità di questa specie sono le elitre che sono di colore bianco, poco comune nei coleotteri. Il resto del corpo è nero.

## Biologia
Questo coleottero fitofago ha un ciclo vitale uguale a quello delle altre specie di coleotteri: nasce larva, si impupa e infine si trasforma nella sua fase adulta.

## Distribuzione e habitat
O. bicolor è endemico della Namibia dove vive nei deserti sabbiosi.